# 松島町立松島第五小学校
松島町立松島第五小学校（まつしまちょうりつ まつしまだいごしょうがっこう）は、宮城県宮城郡松島町幡谷にある公立小学校。通称は松島五小（まつしまごしょう）、松五小（まつごしょう）、五小（ごしょう）。

## 概要
- 本校は、松島町北部の広範囲を学区とする。

## 沿革
出典
- 1876年（明治9年）3月 - 幡谷字小ヶ谷の西光院を仮教場として設立。高城小学校幡谷枝校と称する。
- 1881年（明治14年）4月 - 幡谷字小ヶ谷の入囲に校舎新築し、独立。幡谷中等小学校と改称。
- 1884年（明治17年）10月 - 初代校長矢野時友着任。
- 1886年（明治19年）10月 - 尋常小学校が四年制となる。
- 1887年（明治20年）4月 -  桜渡戸、赤沼校が、本校の分教場となる。
- 1889年（明治22年）4月 - 村制施行に伴い、高城小学校の分教場となる。
- 1892年（明治25年）4月 - 独立し、幡谷尋常小学校と改称。
- 1922年（大正11年） - 校舎新築。
- 1939年（昭和14年）7月 - 教室増築。
- 1941年（昭和16年）4月 - 国民学校令により、幡谷国民学校と改称。
- 1947年（昭和22年）4月 - 学制改革により、松島町立幡谷小学校と改称。
- 1949年（昭和24年）4月 - 松島町立松島第五小学校と改称。
- 1950年（昭和25年）1月 - 幡谷字新田5-1（現在地）に新校舎落成し、移転。
- 1953年（昭和28年）10月 - 校歌制定。
- 1958年（昭和33年）1月 - 体育館落成。
- 1965年（昭和40年）4月 - 特殊学級設置。
- 1967年（昭和42年）7月 - プール落成。
- 1971年（昭和46年）4月 - 松島第五幼稚園を併設。
- 1972年（昭和47年）3月 - 特殊学級閉級。
- 1985年（昭和60年）4月 - 体育館移転工事実施。
- 1986年（昭和61年）2月 - 校舎落成（1598㎡）。
- 1987年（昭和62年）3月 - どんぐりころころの歌碑建立。
- 1988年（昭和63年）
  - 2月 -  校門設置。
  - 8月 - プール更衣室とトイレが完成。
- 1990年（平成2年）10月 - 少年消防クラブ結成。
- 1991年（平成3年）5月 - さわやか農園完成。
- 1992年（平成4年）8月 -  プール落成。
- 1995年（平成7年）3月 - 児童会の歌制定。
- 1998年（平成10年）
  - 4月 - みどりの少年団結成。
  - 5月 - 校庭暗渠排水工事完了。
  - 8月 - 愛鳥モデル校記念植樹実施。
- 2001年（平成13年）12月 - 「野鳥の森」観察場設置。
- 2002年（平成14年）
  - 1月 - 玄関・ホールに腰板設置。
  - 6月 - カブトムシ小屋設置。
- 2003年（平成15年）3月 -  第五幼稚園が本校に移転。
- 2004年（平成16年）
  - 2月 - 藤棚改修。
  - 3月 - 新体育館が完成し、講堂を解体。
- 2005年（平成17年）1月 - 松五小安全マップ完成。
- 2006年（平成18年）
  - 1月 - 体育館通路防風フェンス完成。
  - 3月 - 「校木イチョウ」説明板設置。
- 2007年（平成19年）4月 - 校庭南側法面補修工事完了。
- 2008年（平成20年）4月 - 特別支援学級（自・情）新設。
- 2009年（平成21年）4月 - 地域防災スクールモデル事業指定。
- 2010年（平成22年）4月 -  遊具（ターザンロープほか）新設。
- 2011年（平成23年）
  - 3月11日 - 14時46分頃に発生した東日本大震災（東北地方太平洋沖地震）により、校舎・体育館・プールに被害が生じた。
  - 12月 - 震災復旧工事開始。
- 2012年（平成24年）
  - 4月 - 特別支援学級（弱視）開設。
  - 6月 - 震災復旧工事完了。
  - 7月 - プール復旧工事完了。
- 2013年（平成25年）3月 - 野鳥観察塀補修工事完了。
- 2014年（平成26年）
  - 3月 - いちょう学級にエアコン設置。
  - 10月 - パソコン導入が完了。
  - 12月 - 太陽光発電設備設置。
- 2015年（平成27年）
  - 8月 - 職員用パソコン導入。
  - 10月 - 校舎屋根修理完了。
- 2016年（平成28年）4月 -  会議室と音楽室の床張替完了。特別支援学級（病虚弱）開設。
- 2017年（平成29年）
  - 1月 - 職員室拡張工事実施（棚撤去）。
  - 4月 - 特別支援学級（肢体）開設。
- 2018年（平成30年）4月 - 特別支援学級（知的）開設。
- 2019年（令和元年）10月 - 普通教室へのエアコン設置工事が完了。
- 2020年（令和2年）3月 - 新型コロナウイルス感染拡大防止に伴う臨時休校。
- 2021年（令和3年）4月 - 校舎と体育館に多目的トイレ設置。

## 学校教育目標
- 学ぶ意欲と豊かな心をもち 健やかでたくましい子供の育成

## 通学区域と進学先中学校
出典

### 通学区域
- 幡谷（字小深ケ田、字地蔵、字沼田、字原ヶ沢、字八幡、字後沢、字泉ケ原、字沢乙の一部、字曲田を除く全域）
- 竹谷（字鰯沼、字片平、字梅木留、字沼前、字町裏、字萱野、字川頭、字弥勒堂、字猪里沢、字丈倉部、字新弥勒堂、字小川添の一部）
- 北小泉（字台山、字歌ノ入、字長沢）

### 進学先中学校
- 松島町立松島中学校

## 周辺
- 松島町立松島第五幼稚園 - 同一建物内で、かつ進学前幼稚園のひとつ。
- 松島町消防団第五分団車庫
- JR東北本線 - 線路は近くを通るが、品井沼駅はやや離れている。
- 甘酒地蔵堂 - JR東北本線の南側
- 宮城県警塩釜警察署品井沼駐在所

## アクセス
- JR東日本東北本線品井沼駅から、徒歩約410m・約6分（最短ルート移動した場合）。
  - 学校敷地から品井沼駅敷地まで、最短距離は約270mほどだが、校門と駅入口との位置関係及び道路形状の関係で、約1.5倍の距離となる。
- 松島町営バス「北松島線」（竹谷方面・中廻り幡谷方面）で、「農村婦人の家」停留所から、徒歩約360m・約5〜6分。
- 三陸自動車道松島北ICから、車で約6.1km・約13分。